# 会乐里

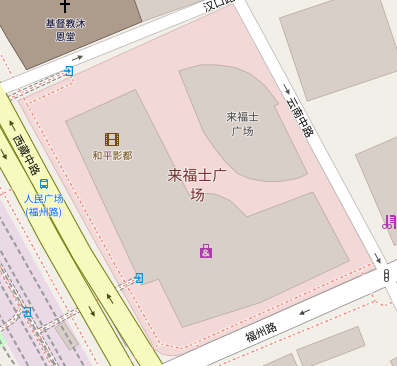
会乐里

会乐里是1920年代到1940年代上海最著名的红灯区，位于公共租界中区福州路（四马路）西端北侧，东临云南路，西临西藏路，北临汉口路。
会乐里系一片石库门建筑，1904年浙江南浔富商刘景德兴建。1924年，他又将邻近福州路的会乐里南半部（福州路726弄）改建为28幢新式里弄住宅。1925年，上海公共租界取消禁娼令，长三堂子（高等妓院）纷纷来此营业，而会乐里北半部（云南路253弄、265弄）则开设低级妓院。1948年此处共计开设了151家妓院，妓女587人。
1951年11月25日，上海市人民政府封闭会乐里残存的十几家妓院，53名妓女收容至通州路上海妇女教养所。随后会乐里演变为普通居住区。
1996年，会乐里一带土地批租，随后拆除改建为51层的高档商务大厦上海来福士广场，2003年底落成。